# النظام التقني الكبير
النظام التقني الكبيرهو نظام أو شبكة ذات أبعاد أو تعقيدات هائلة واختصارها (LTS). إن دراسة (LTS) هو فرع في تاريخ العلم والتكنولوجيا.
يوثق كتاب إنقاذ بروميثيوس الذي كتبه توماس بي هيوز تطوير أربعة من هذه الأنظمة , بما في ذلك نفق بيج ديج بوسطن المركزي والانترنت .